# Сукебан
Сукебан (スケバン/女番/スケ番) значи делинквентна девојка или шефица на јапанском, што је еквивалент мушком банчо. Речник јапанског сленга  каже да се сукебан односи само на вођу девојку, а не на било кога од чланова банде. 

## Карактеристике
Уобичајени знаци препознавања сукебан девојке (које је јапанска полиција описала у памфлетима из 1980-их као "предзнаке пада") укључују јарко обојену или коврџаву косу и модификације на школским униформама, попут ношења обојених чарапа, завртања рукава и продужење сукње. Извештава се да су Сукебан учествовале у активностима као што су крађа и насиље, али ако буду ухапшене, могу се оптужити за мање прекршаје "преступништва".  Реч сукебан првобитно су користили делинквенти, али је општа популација у свакодневном језику користи од 1972. 

## Медијски приказ
У 1970-им и 1980-им, сукебан су постале популарни ликови у сеинен мангама .  Ликове Сукебан девојака могли смо видети и у шојо манга публикацијама; Сукебан Дека, ЈађиКита Гакуен Доћуки и Хана но Асука-гуми биле су три популарне шојо серије у којима су углавном имале главне улоге.
Директор филма Пинк, Норифуми Сузуки снимио је прве филмове у серији филмова Гирл Босс ( Сукебан ). Такође је започео четвероножни филм Стравичне девојке средње школе (1971–1972) са сукебан ликовима. У обе серије приказане су истакнуте Пинки насилне глумице Реико Ике и Мики Сугимото.  6. децембра 2005. године компанија Паник Хоусе издала је ДВД колекцију са четири диска регион-1 која је истраживала филмове Сукебан под називом Колекција Пинки насилне . 